# Copidosoma monochroum
Copidosoma monochroum är en stekelart som beskrevs av Hoffer 1970. Copidosoma monochroum ingår i släktet Copidosoma och familjen sköldlussteklar.
Artens utbredningsområde är:
- Bulgarien.
- Tjeckien.

Inga underarter finns listade i Catalogue of Life.